# Eurolines
Eurolines, es una organización empresarial dedicada al transporte de pasajeros de larga distancia mediante autobuses, operados por diferentes empresas de transportes de Europa. Opera diferentes rutas internacionales por Europa y Marruecos cubriendo más de 500 destinos en 25 países diferentes. No es una empresa sino una organización formada por varias empresas europeas de transporte que cooperan entre sí, ofreciendo billetes integrados y posibilidad de realizar transbordos entre diferentes rutas.
Puesto que el funcionamiento es descentralizado, los estándares de servicio varían dependiendo de los países donde opera cada ruta. En algunas zonas de Europa, especialmente en los países bálticos o en los balcanes, las rutas de Eurolines son ampliamente utilizadas para viajar entre países limítrofes de pequeño tamaño, mientras que en otras zonas de Europa es más común el uso del ferrocarril y el transporte aéreo.